# 熊望
熊 望（ゆう ぼう、生没年不詳）は、唐代の官僚。字は原師。

## 経歴
進士に及第した。弁論を得意とし、公卿のあいだを遊説して、時政を批判した。京兆尹の劉栖楚が広く朋党を求めると、熊望はその門戸に出入りし、その陰謀計画に参与した。敬宗は歌詩を好んだが、翰林学士が重んじられてその風潮に乗ろうとしなかったため、別に東頭学士を置いて、曲宴に詩を賦させようとの議論が起こった。劉栖楚はこれに熊望を推薦したが、その人事が発効する前に敬宗は死去した。
宝暦2年12月（827年1月）、文宗が即位し、韋処厚が政権を握った。大和元年（同年）、劉栖楚が桂管観察使に左遷されると、熊望も漳州司戸参軍に左遷された。

## 伝記資料
- 『旧唐書』巻154 列伝第104
- 『新唐書』巻175 列伝第100